# Pallanzeno
Pallanzeno (piemontiul: Palanzen) település Olaszországban. Lakosainak száma 1096 fő (2023. január 1.). Pallanzeno Beura-Cardezza, Calasca-Castiglione, Piedimulera, Villadossola, Borgomezzavalle és Vogogna községekkel határos.

## Népesség
A település népességének változása:
| Lakosok száma | 1127 | 1136 | 1096 |
|               | 2017 | 2018 | 2023 |